# Charles Lee (predikant)
Charles Lee, ursprungligen  Carl August Lindqvist, född 4 augusti 1840 i Husby-Sjutolfts socken, idag i Enköpings kommun,  död 15 juni 1926 i Chicago,  var en svensk-amerikansk läkare, predikant och författare. Han är känd som grundare av den kristna rörelsen Efraims budbärare.

## Biografi
Charles Lee var son till sockensmeden Johan Gustaf Lindqvist. Fadern gick vid hans födelse till sjöss, och familjen växte upp i stor fattigdom, och hans möjligheter till skolgång var mycket begränsade. Han sökte sig redan som ungdom till olika frikyrkorörelser, men kände sig aldrig till rätta. Vid 20 års ålder började han själv predika. Besviken över motgångar i Sverige emigrerade han 1861 till USA där han deltog i Nordamerikanska inbördeskriget fram till 1865. Efter erfarenheter som militär sjukvårdare studerade han medicin i Philadelphia, graduerades och öppnade därefter egen läkarpraktik. Efter att ha deltagit i spiritistiska seanser genomgick han en religiös kris som fick honom att närma sig adventisterna, men efter en kortare vistelse i deras högkvarter Battle Creek utvecklade han en teologi, som gav en gynnad plats åt svenskar i det kommande tusenårsriket. Dessa var ättlingar till stammen Efraim i Gamla testamentets Israel, något som gav hans rörelse dess namn, Efraims budbärare.
Efter några års verksamhet i Cambridge, Minnesota flyttade Lee till San Francisco där han hade framgångar med sin förkunnelse bland arbetslösa. Under tre flerårslånga vistelser i Sverige predikade han även här, där han kom att kritiseras hårt av andra kristna. Han hade vissa framgångar i Östergötland men främst kom hans rörelse att locka svenskamerikaner i svenskbygderna, och han kom att göra Chicago till ett centrum för sin rörelse.
Han gav ut sångboken Pilgrimsrösten med svenskspråkiga sånger, med andligt och profetiskt innehåll, tillsammans med sin hustru Julia Lee. Första utgåvan kom 1883 och trycktes i Jönköping, den nionde utökade utgåvan trycktes i Chicago 1928.